# Танбовцев, Василий
Василий Танбовцев (Тамбовцев) — русский писатель

 второй половины XVIII века.

## Биография
О детстве Танбовцева информации практически не сохранилось, да и прочие биографические сведения о нём очень скудны и отрывочны; известно лишь, что он служил в чине поручика бывшего Малороссийского легиона, старшина Яицкого казачьего войска.
Написал «Топографическое описание полей и вод Яицких» (СПб. 1770) и статью «Очищение конопляного масла», помещенную в «Трудах Императорского Вольного Экономического общества» (1771 год, часть XVІІІ). 
Василий Танбовцев был членом Императорского Вольного экономического общества, на заседании которого им в 1768 году произнесена была речь на получение серебряной медали (см. «Труды Императорского Вольного Экономического Общества», 1768, часть X).